# Surface de Catalan
Ne doit pas être confondu avec Surface minimale de Catalan.

Surface de Catalan.

Une surface de Catalan est une surface réglée dont les génératrices restent parallèles à un plan fixe appelé plan directeur.
Ces surfaces ont été étudiées par le mathématicien belge Eugène Charles Catalan (1814-1894).
Les équations paramétriques d'une surface de Catalan de plan directeur {\displaystyle \mathbf {x} \cdot \mathbf {n} _{0}=0} sont données par
- {\displaystyle \mathbf {x} (u,v)=\mathbf {c} (u)+v\mathbf {r} (u)\ ,}  avec

{\displaystyle \mathbf {r} (u)\cdot \mathbf {n} _{0}=0} .
Chaque droite {\displaystyle \mathbf {x} (u_{0},v)} avec le paramètre {\displaystyle u=u_{0}} fixé, est une génératrice, {\displaystyle \mathbf {c} (u)} décrit la courbe directrice et les vecteurs {\displaystyle \mathbf {r} (u)} sont tous parallèles au plan directeur.
Si {\displaystyle \mathbf {r} (u)} est différentiable, on peut exprimer la condition de parallélisme au plan par
{\displaystyle \det(\mathbf {r} ,\mathbf {\dot {r}} ,\mathbf {\ddot {r}} )=0}.

## Exemples
(1) Les plans : {\displaystyle \mathbf {x} (u,v)=\mathbf {p} +u\mathbf {a} +v\mathbf {r} }
La courbe directrice est une droite.
(2) Les cylindres: {\displaystyle \mathbf {x} (u,v)=(\cos u,\sin u,0)+v(0,0,1)}
La courbe directrice est un cercle. Comme plan directeur, on peut prendre tout plan parallèle à l'axe des z.
(3) L'hélicoïde: {\displaystyle \mathbf {x} (u,v)=(\cos u,\sin u,u)+v(\cos u,\sin u,0)}
La courbe directrice est une hélice et le plan directeur est parallèle au plan x-y.
Cette surface peut aussi être définie à partir d'une droite (axe des z) comme courbe directrice:
{\displaystyle \mathbf {x} (u,v)=(0,0,u)+v(\cos u,\sin u,0)}
(4) Si toutes les génératrices d'une surface de Catalan coupent une droite fixe, alors la surface est appelée un conoïde.
Catalan a prouvé que l'hélicoïde et le plan sont les seules surfaces minimales réglées.